# Gåvaträsket
Gåvaträsket är en sjö i Skellefteå kommun i Västerbotten och ingår i Åbyälven-Byskeälvens kustområde. Sjön har en area på 0,279 kvadratkilometer och ligger 67 meter över havet. Sjön avvattnas av vattendraget Tåmälven (Finnträskån).

## Delavrinningsområde
Gåvaträsket ingår i det delavrinningsområde (722962-174883) som SMHI kallar för Inloppet i Tåmträsket. Medelhöjden är 85 meter över havet och ytan är 26,27 kvadratkilometer. Räknas de 2 avrinningsområdena uppströms in blir den ackumulerade arean 55,97 kvadratkilometer. Avrinningsområdets utflöde Tåmälven (Finnträskån) mynnar i havet. Avrinningsområdet består mestadels av skog (69 procent) och sankmarker (18 procent). Avrinningsområdet har 0,28 kvadratkilometer vattenytor vilket ger det en sjöprocent på 1,1 procent. Bebyggelsen i området täcker en yta av 0,17 kvadratkilometer eller 1 procent av avrinningsområdet.